# Макс и Руби
„Макс и Руби“ (на английски: Max & Ruby) е канадско-американски анимационен сериал, базиран на серията книги на Роузмари Уелс. дебютира на 21 октомври 2002 г.Nickelodeon по в САЩ и Дебютира на 3 ноември 2002 г. Treehouse TV в Канада.

## Сюжет
„Макс и Руби“ е около два заека, Макс Бъни и Руби Бъни.

## Герои
- Макс –
- Руби –

## „Макс и Руби“ в България
В България сериалът започва на 24 февруари 2006 г. по Телевизия GTV. Ролите се озвучават от артистите Здрава Каменова, Светлана Смолева и Димитър Иванчев.
Няколко години по-късно се излъчва по Ник Джуниър.